# Alice Biró
Pour les articles homonymes, voir Biró.
Alice Biró, née Ascher le 11 juillet 1923 à Györ (Hongrie) et morte le 26 mars 2018, est une architecte suisse établie dans le quartier de Gockhausen à  Dübendorf, près de Zurich en Suisse.

## Biographie
Née dans le nord-ouest de la Hongrie d’où était originaire sa mère, Alice, née Ascher, passe son enfance à Zagreb. Sa famille doit fuir en avril 1941 à la suite de l’attaque de la Yougoslavie par l’Allemagne durant la Deuxième Guerre mondiale. Elle se rend à Ljubljana en Slovénie où elle termine ses études gymnasiales. Mais avant d’obtenir sa maturité, elle doit émigrer en Italie, puis en Suisse en 1943. C’est alors qu’elle décide d’entreprendre des études  d’architecture à l’École polytechnique universitaire de Lausanne, sous la direction de Jean Tschumi. 
Avec Flora Steiger-Crawford, Lisbeth Sachs, Lux Guyer, Berta Rahm ou Jeanne Bueche, Alice Biró compte parmi les premières femmes architectes diplômées de Suisse. Ayant suivi des cours d’histoire de l’art donnés par Siegfried Giedion, elle bénéficie des contacts amicaux que ce dernier entretient avec Alvar Aalto. Alice Biró, tout comme une trentaine d’autres jeunes bâtisseurs suisses, se rend donc en Finlande. Là, au cours d’un stage de six ans, elle bénéficie de l’enseignement de ce maître, dont l’œuvre avant-gardiste influencera profondément également la production helvétique
De retour en Suisse, à Zurich, Alice Biró travaille d’abord dans le bureau de Carl Lippert et Arnold von Waldkirch puis, jusqu'à sa retraite en 1984, collabore avec Eduard Neuenschwander (de). En 1953, elle épouse Janos Biró, ingénieur diplômé de l’École polytechnique fédérale de Zurich.
Au cours de sa carrière professionnelle, Alice Biró entreprend en outre des études de Lettres qui aboutissent en 1979 à une thèse de doctorat sous la direction de Robert Zett sur le langage de l'architecture russe du XVIIIe siècle. Membre de la SIA depuis 1958, et du Werbund suisse depuis 1965.

## Constructions
L’influence d’Alvar Aalto est particulièrement sensible dans deux de ses constructions. Sa propre maison, qu’elle édifie en 1965 à Gockhausen, et le nouveau bâtiment de la Kantonsschule Rämibühl (de) à Zurich, élevé en 1959-1964 sur les plans d’Eduard Neuenschwander (de), Rudolf Brennenstuhl, Dieter Kohler, Brian Thurston et Alice Biro.

## Œuvres
- Russische Baufachsprache des 18. Jahrhunderts "Dolžnost architekturnoj èkspdicii". Berne, Lang 1982.
- «Alvar Aalto - Vanha Chefi Erinnerungsbilder», Bulletin Alvar Aalto Gesellschaft, 4, 1996.
- Toujours en charrette, Glockhausen 2005.